# Théophile Dinocourt
Pierre-Théophile-Robert Dinocourt, né le 24 décembre 1791 à Doullens et mort le 19 janvier 1862 dans le 16e arrondissement de Paris, est un écrivain français.

## Biographie
Dinocourt se mit à écrire de bonne heure, et servi par une extrême facilité, il composa une foule de romans gothiques, qui rappellent Ann Radcliffe par l’exagération des effets dramatiques, et qui eurent beaucoup de vogue dans les cabinets de lecture avant le règne du roman-feuilleton. Pendant les quarante années qu’il a écrit, il a produit une centaine de volumes où son imagination féconde aimait à retracer les scènes sombres et dramatiques.
En 1840, l’Académie française lui décerna un des prix Montyon, pour l’ouvrage intitulé Cours de morale sociale à l’usage des pères de famille (Paris, A. Henry, 1839, in-8°). Après la Révolution de 1848, il publia quelques brochures politiques : Augmentons les salaires. Solution du problème social (Paris, A. Pierre, 1848) ; De la nécessité de former des clubs (Paris, Simon, 1848) ; Trois prétendants (Paris, Ledoyen, 1851) ; Plus d’impôts ! (Paris, Ledoyen, 1852).
Vers 1852, il entreprit la publication d’un journal hebdomadaire, la Tribune agricole, qui n’eut qu’une courte existence. En 1858, le ministre de l’Instruction publique lui accorda une pension de 1 000 fr. Il mourut quatre ans plus tard.
Dinocourt a également écrit sous le pseudonyme de « Fernand Des Islettes ».

## Liste partielle des œuvres
- Le Serf du quinzième siècle, Paris, Béchet, 1822.
- Le Camisard, Paris, Lecointe, 1823.
- L’Homme des ruines, Paris, Pollet, 1823.
- Le Corse, Paris, Vernarel et Tenon, 1824.
- Le Conspirateur, Paris, Lecointe et Durey, 1826.
- Le Duelliste, Paris, Tenon, Lecointe et Durey, 1827.
- La Chambre rouge, ou le routier, Paris, Lecointe, 1829.
- Le Prévenu, Paris, Lecointe, 1830.
- Le Chasseur noir, ou les Vaudois, Paris, Lecointe, 1831.
- Le Pape et l’Empereur, Paris, Lecointe et Pougin, 1832.
- Le Siège de Rome, Paris, Lecointe et Pougin, 1839.
- La Nuit du 13 septembre, Paris, Lecointe et Pougin, 1834.
- La Sorcière des Vosges, Paris, C. Leclerc, 1841, 1841, etc.

## Sources
- Gustave Vapereau, Dictionnaire universel des littératures, Paris, Hachette, 1884, p. 542.